# Pierre-Louis Roederer (l'ancien)
Pour les articles homonymes, voir Roederer.
 (décembre 2023).
Si vous disposez d'ouvrages ou d'articles de référence ou si vous connaissez des sites web de qualité traitant du thème abordé ici, merci de compléter l'article en donnant les références utiles à sa vérifiabilité et en les liant à la section « Notes et références ».

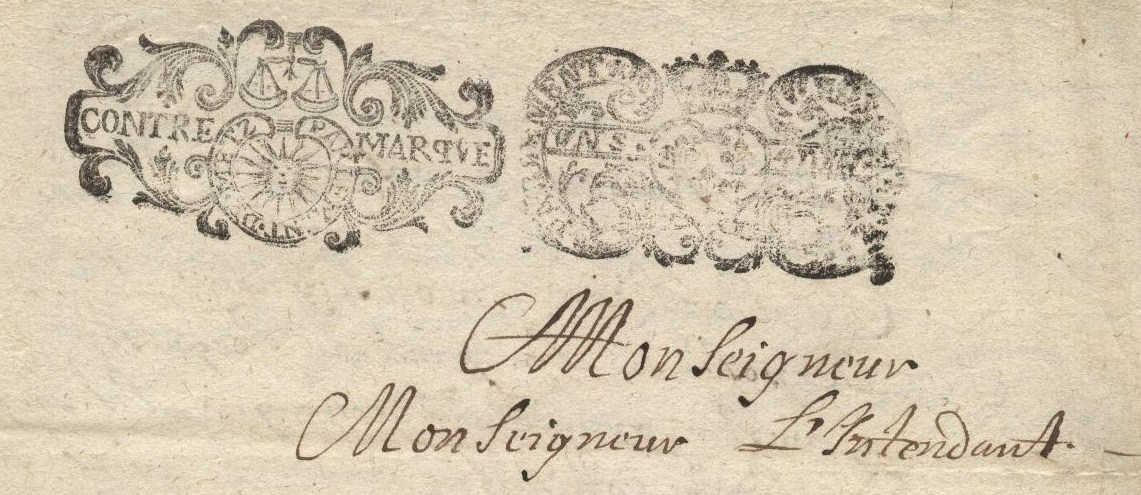
Cachet et timbre du parlement de Metz en 1733

Pierre-Louis Roederer (1711-1789) est un juriste français, cinq fois  bâtonnier des avocats au Parlement de Metz, qui s'illustra dans la réhabilitation de Hirtzel Lévy, mort innocent sur la roue le 31 décembre 1754. En 1775, son intervention auprès du roi Louis XVI permit le rétablissement du Parlement de Metz, dissous par le chancelier Maupeou. Il est le père du comte Pierre-Louis Roederer. 

## Biographie
Pierre-Louis Roederer, fils de Jean-Georges Roederer et de Jeanne Lionnet, nait à Vic-sur-Seille le 25 décembre 1711. Licencié en droit à l'université de Strasbourg, il prête le serment d'avocat au Parlement de Metz le 17 mai 1731 à l'âge de dix-neuf ans. 
En octobre 1739, il épouse Margueritte Gravelotte, fille d'un avocat au même Parlement. 
Dans les années 1740 et 1750, Pierre-Louis Roederer se fait connaitre pour ses qualités de juriste et la rigueur de son engagement aux services de ses causes. Il assure notamment la défense de juifs Messins et Alsaciens. Le 21 avril 1747, il obtient un arrêt de la cour de Metz en faveur de son client, Cerf Moïse, poursuivi pour de prétendues fausses créances. Cette décision sera confirmée par un arrêt de règlement du Parlement de Metz en date du 17 mai 1747 interdisant " les manœuvres des habitants de la campagne contre les juifs dont ils avaient été secourus par des prêts d'argent". 
C'est tout naturellement que les préposés généraux de la Nation Juive en Alsace confieront à Pierre-Louis Roederer l'action en réhabilitation de Hirtzel Lévy, innocent rompu vif le 31 décembre 1754 à Colmar. Par arrêt du 24 septembre 1755, le Parlement de Metz déclarera Hirtzel Lévy "mort en son entier" et innocentera ses coaccusés, Moyse Lang et Menké Lévy,. 
En 1760, Pierre-louis Roederer est nommé bâtonnier des avocats au Parlement de Metz. Il sera cinq fois réélu à cette fonction.
En 1762, il est chargé par le Parlement de former un collège à Metz, à l'instar de celui de l'Université de Paris. Il est député dans la capitale pour en choisir les professeurs. En gage de sa gratitude, le Parlement lui offrira "un présent de vaisselle d'argent".

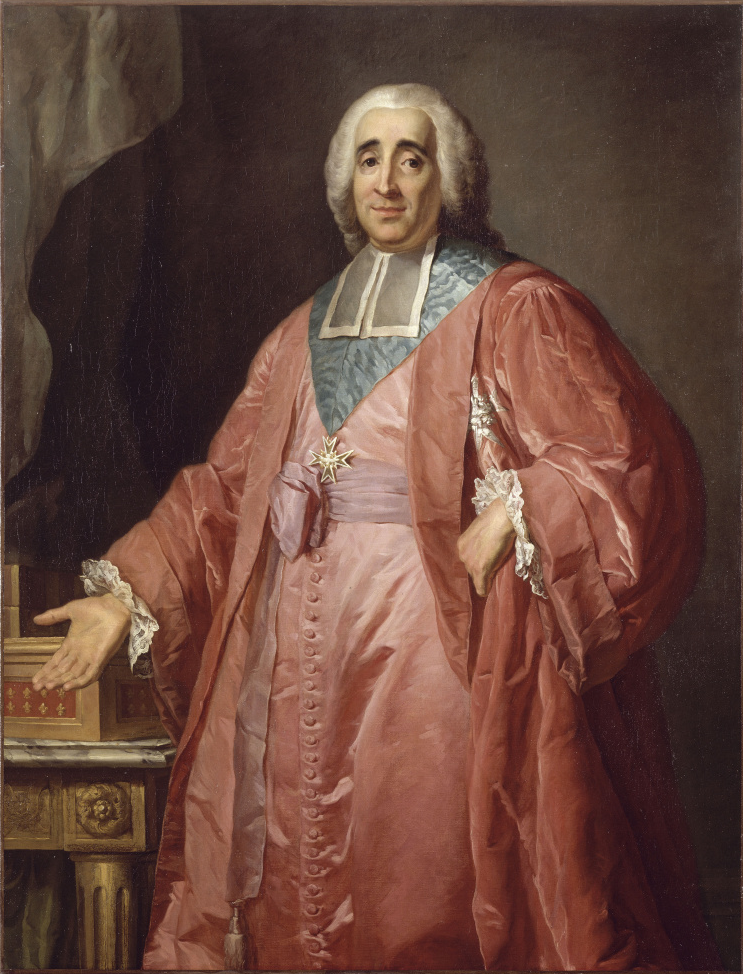
René-Nicolas de Maupéou, chancelier de France. Il s'attaqua aux parlements et supprima celui de Metz.

Pierre-louis Roederer exerce également, certaines années, les fonctions de premier substitut auprès du procureur général du Parlement de Metz. En qualité de premier substitut, il est l'auteur du réquisitoire sur lequel la cour prononce en 1766 l'expulsion des jésuites de son ressort.
En 1771, le chancelier Maupeou supprime le parlement de Metz. La ville est menacée de ruine économique. Pierre-Louis Roederer fait l'objet de 5 lettres de cachet du roi Louis XV, l'obligeant à l'exil et lui interdisant de se rendre à Paris. La mesure est bientôt rapportée par le roi. 
Pierre-Louis Roederer part pour la capitale début avril 1774 avec mission d'intervenir auprès du monarque pour le rétablissement du Parlement. Louis XVI fait droit à sa demande en août 1775. Aussitôt que les Messins apprennent le retour de Roederer, le 30 septembre, ils se portent en foule à sa rencontre pour lui "témoigner leur estime et leur reconnaissance pour avoir travaillé sans relâche à tout ce qui pouvait améliorer le bonheur public".  Le 5 octobre, date fixée pour l'installation du Parlement de Metz, Roederer est le héros de la journée. Il reçoit à nouveau un présent de vaisselle d'argent d'une valeur de 6000 livres. Il est réélu bâtonnier "par acclamation".
Son fils aîné, qui porte également le nom Pierre-Louis Roederer, embrassera lui-aussi la profession d'avocat, mais n'y trouvera aucun goût. Au grand dam de son père, il s'orientera vers la diplomatie et l'action politique. Le succès du fils finit par emporter l'adhésion du père. En prenant plus tard la défense de l'émancipation des juifs de France, Pierre-Louis Roederer, le fils, restera fidèle à l'œuvre de son père. Il lui rendra hommage en ces termes: " Je suis né d'un père distingué au barreau comme profond jurisconsulte, dans la magistrature comme ennemi du pouvoir arbitraire, et dans la société comme homme aimable."
Pierre-Louis Roederer, le père, meurt en 1789, à l'âge de 82 ans, laissant une fortune de 400.000 francs.

## Parenté
Il était le parent au 4e degré de Louis Roederer (1809 - 1870), qui donna son nom à la maison de Champagne, mondialement connue pour son célèbre Cristal Roederer.